# Sophta nana
Sophta nana là một loài bướm đêm trong họ Noctuidae.